# Carl Lund (fabrikant)
 Der er flere personer med dette navn, se Carl Lund.
Carl Lund (født 8. april 1846 i København, død 17. oktober 1912) var en dansk fabrikant.
Carl Lund blev født i København, hvor hans fader var skomagermester Carl Lund og moderen Anne Christine født Jensen. Efter at have besøgt Melchiors Borgerskole kom han i isenkræmmerlære. Han blev herved opmærksom på, at der fra udlandet indførtes en mængde artikler, som formentlig måtte kunne udføres her hjemme, og hans lyst til i denne retning at gøre noget førte til, at han efter i to år at have været forretningsfører for og deltager i P.C. Elfstrøms Blikvarefabrik helt overtog denne i 1874. Det var kun en mindre forretning, men med energi arbejdede han den op til at omfatte alle slags lakerede, fortinnede og emaljerede jernblikvarer, der efterhånden erobrede markedet her og gennem en 1879 i Malmø anlagt filial også fandt indgang i Sverige og Norge. De to betydelige fabrikker i København og Malmø gik i 1888 over til et aktieselskab («Carl Lunds Fabrikker»), for hvilket Lund stod som direktør. En specialitet, som han med held fik indført, var bliksmørdåser, der kunne lukkes uden lodning. Det var et fransk patent, som han i 1877 købte for 40.000 Frs. I 1896 indtrådte Carl Lund i selskabets bestyrelse og overlod den forretningsmæssige ledelse til andre. 
I 1887 blev han konsul for republikken Peru. 
4. september 1872 ægtede han Hulda Francisca Lassen (født 3. juni 1848 i København, død ?), datter af skomagermester Hans Lassen og Cathrine født Knap.
Han var Ridder af Dannebrog.